# Hochsauerlandkreis
Hochsauerlandkreis ligger i regeringsdistriktet Arnsberg i Nordrhein-Westfalen. Kreisen omfatter den centrale del af Sauerland.

## Byer og kommuner
Kreisen havde 260475  indbyggere pr.  2018-12-31

| Byer 1. Arnsberg (73628) 2. Brilon (25417) 3. Hallenberg (4486) 4. Marsberg (19640) 5. Medebach (8055) 6. Meschede (29921) 7. Olsberg (14489) 8. Schmallenberg (24869) 9. Sundern (Sauerland) (27802) 10. Winterberg (12611) | Kommuner 1. Bestwig (10687) 2. Eslohe (Sauerland) (8870) |